# Chamaecrista
Chamaecrista är ett släkte av ärtväxter. Chamaecrista ingår i familjen ärtväxter.

## Bildgalleri

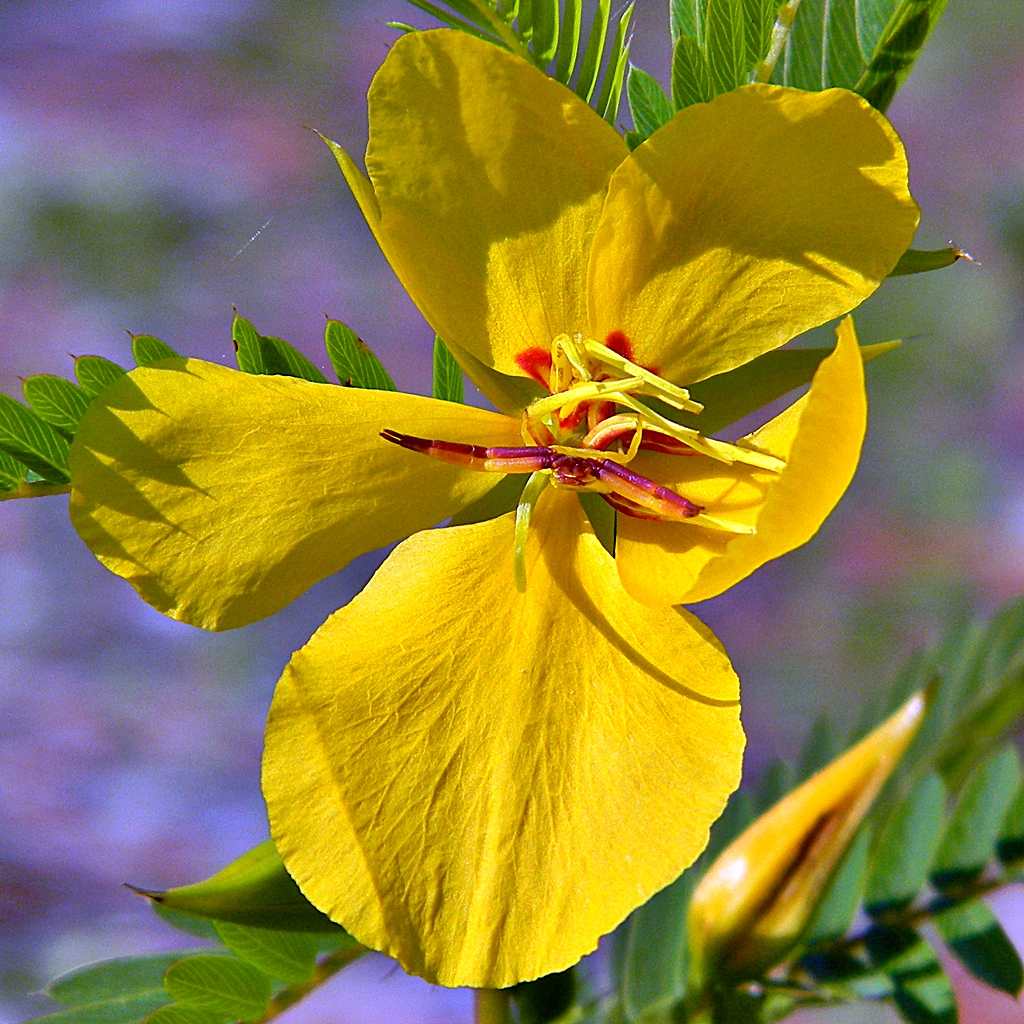
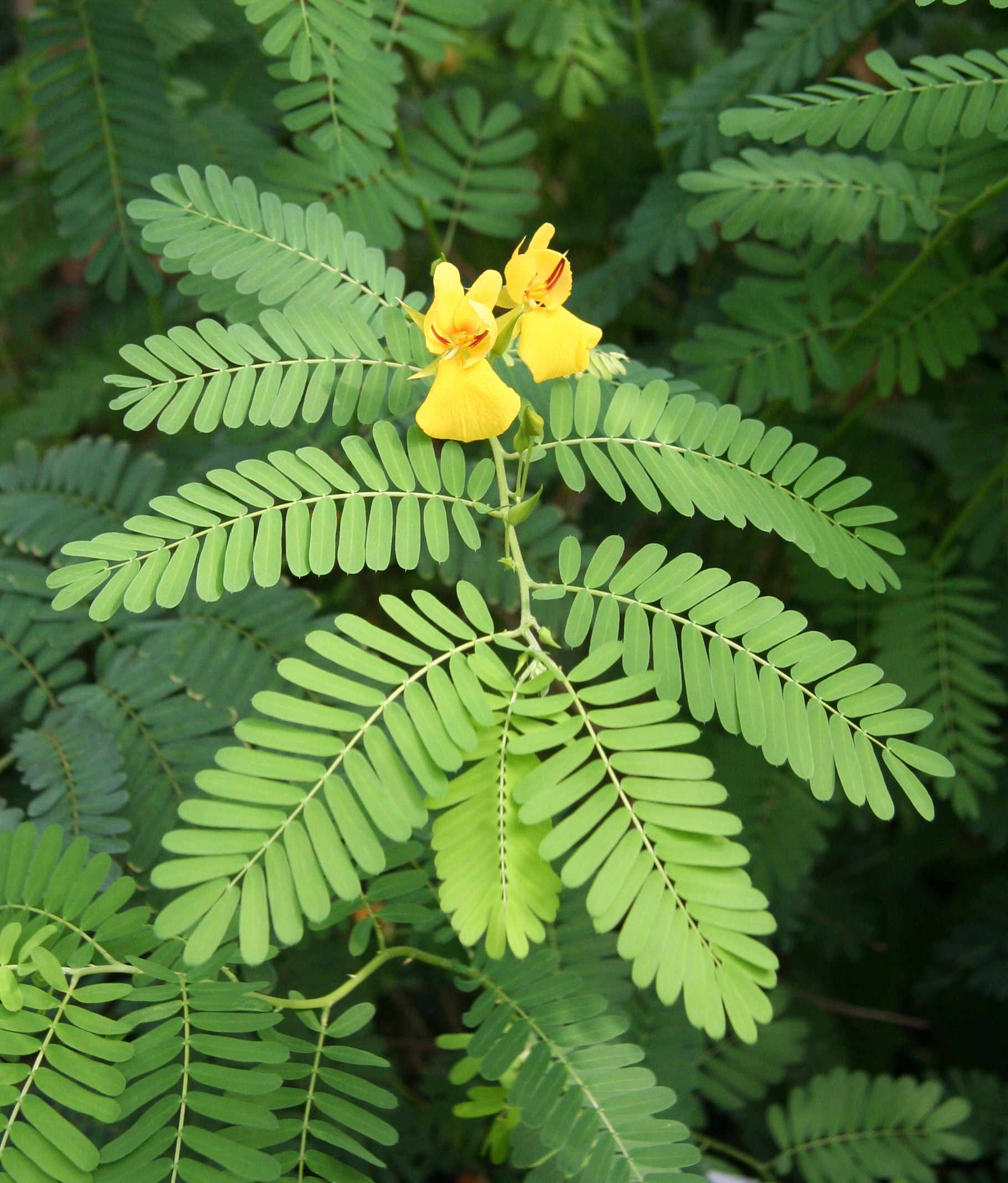
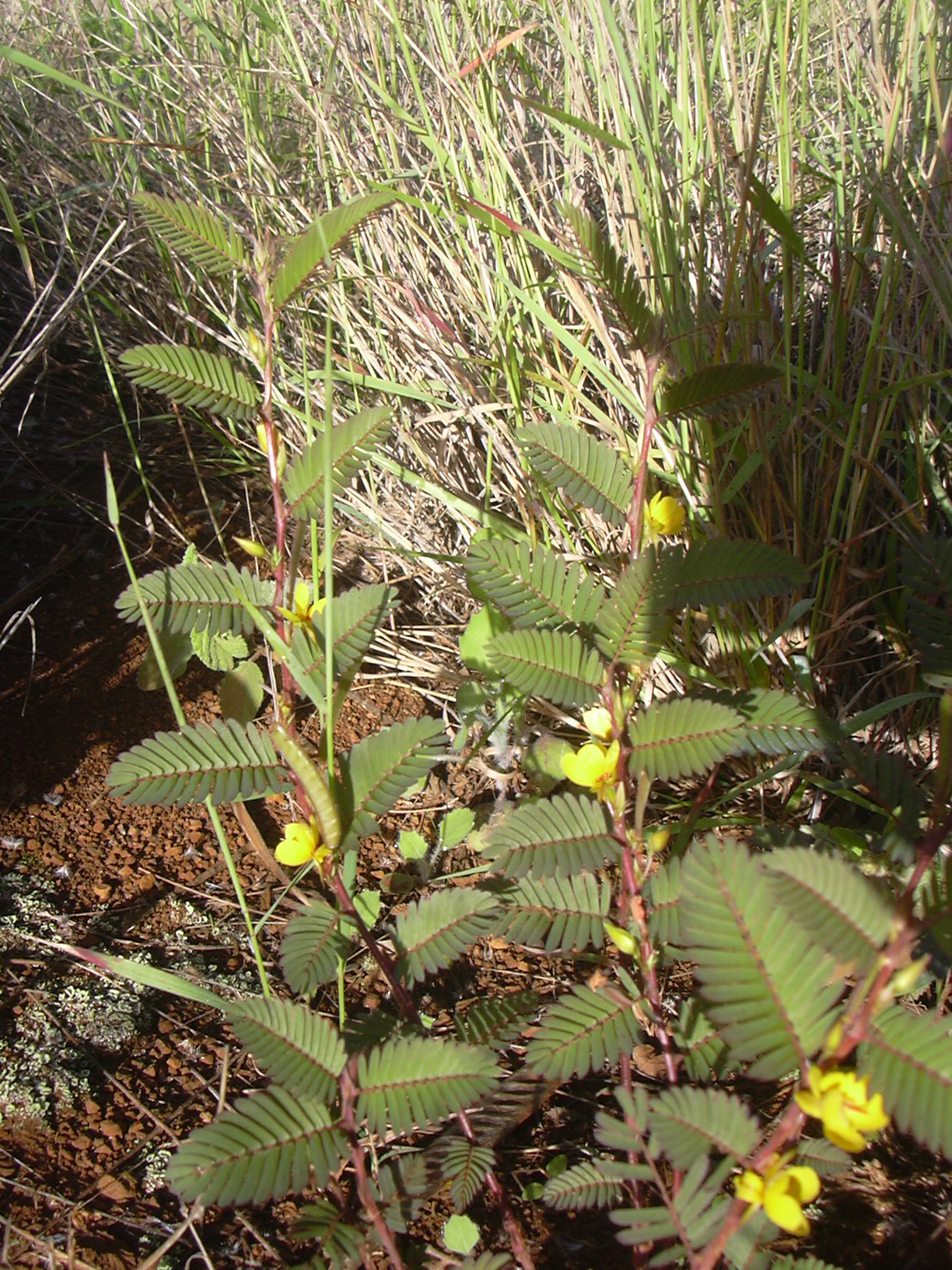

## Dottertaxa tillChamaecrista, i alfabetisk ordning[1]
- Chamaecrista absus
- Chamaecrista acosmifolia
- Chamaecrista adamantina
- Chamaecrista adenophora
- Chamaecrista adenophylla
- Chamaecrista adiantifolia
- Chamaecrista africana
- Chamaecrista aiarana
- Chamaecrista altoana
- Chamaecrista amabilis
- Chamaecrista amambaya
- Chamaecrista amiciella
- Chamaecrista amphibola
- Chamaecrista anceps
- Chamaecrista andersonii
- Chamaecrista andromedea
- Chamaecrista ankaratrensis
- Chamaecrista apoucouita
- Chamaecrista arenicola
- Chamaecrista aristata
- Chamaecrista aspidiifolia
- Chamaecrista aspleniifolia
- Chamaecrista astrochiton
- Chamaecrista atroglandulosa
- Chamaecrista auricoma
- Chamaecrista auris-zerdae
- Chamaecrista aurivilla
- Chamaecrista axilliflora
- Chamaecrista azulana
- Chamaecrista bahiae
- Chamaecrista barbata
- Chamaecrista basifolia
- Chamaecrista belemii
- Chamaecrista benthamiana
- Chamaecrista benthamii
- Chamaecrista biensis
- Chamaecrista bifoliola
- Chamaecrista boyanii
- Chamaecrista brachyblepharis
- Chamaecrista brachyrachis
- Chamaecrista bracteolata
- Chamaecrista brevicalyx
- Chamaecrista brevifolia
- Chamaecrista bucherae
- Chamaecrista burchellii
- Chamaecrista caespitosa
- Chamaecrista caiapo
- Chamaecrista calixtana
- Chamaecrista calycioides
- Chamaecrista campestris
- Chamaecrista campicola
- Chamaecrista capensis
- Chamaecrista caracensis
- Chamaecrista cardiostegia
- Chamaecrista caribaea
- Chamaecrista carobinha
- Chamaecrista catapodia
- Chamaecrista cathartica
- Chamaecrista catharticoides
- Chamaecrista catiarae
- Chamaecrista cavalcantina
- Chamaecrista celiae
- Chamaecrista centiflora
- Chamaecrista chaetostegia
- Chamaecrista chamaecristoides
- Chamaecrista chapadae
- Chamaecrista choriophylla
- Chamaecrista chrysosepala
- Chamaecrista ciliolata
- Chamaecrista cinerascens
- Chamaecrista cipoana
- Chamaecrista claussenii
- Chamaecrista comosa
- Chamaecrista compitalis
- Chamaecrista conferta
- Chamaecrista cordistipula
- Chamaecrista coriacea
- Chamaecrista cotinifolia
- Chamaecrista crenulata
- Chamaecrista cristalinae
- Chamaecrista crommyotricha
- Chamaecrista cuprea
- Chamaecrista cytisoides
- Chamaecrista dalbergiifolia
- Chamaecrista dawsonii
- Chamaecrista debilis
- Chamaecrista decrescens
- Chamaecrista decumbens
- Chamaecrista deeringiana
- Chamaecrista densifolia
- Chamaecrista dentata
- Chamaecrista desertorum
- Chamaecrista desvauxii
- Chamaecrista didyma
- Chamaecrista diphylla
- Chamaecrista distichoclada
- Chamaecrista duartei
- Chamaecrista duboisii
- Chamaecrista duckeana
- Chamaecrista dumalis
- Chamaecrista dumaziana
- Chamaecrista dunensis
- Chamaecrista echinocarpa
- Chamaecrista egleri
- Chamaecrista eitenorum
- Chamaecrista elachistophylla
- Chamaecrista ensiformis
- Chamaecrista ericifolia
- Chamaecrista exilis
- Chamaecrista exsudans
- Chamaecrista fagonioides
- Chamaecrista falcinella
- Chamaecrista fallacina
- Chamaecrista fasciculata
- Chamaecrista feliciana
- Chamaecrista fenarolii
- Chamaecrista filicifolia
- Chamaecrista flexuosa
- Chamaecrista fodinarum
- Chamaecrista foederalis
- Chamaecrista fragilis
- Chamaecrista fuscescens
- Chamaecrista garambiensis
- Chamaecrista geminata
- Chamaecrista geraldii
- Chamaecrista ghesquiereana
- Chamaecrista gilliesii
- Chamaecrista glandulosa
- Chamaecrista glaucofilix
- Chamaecrista glaziovii
- Chamaecrista glischrodes
- Chamaecrista gononclada
- Chamaecrista gracilior
- Chamaecrista grantii
- Chamaecrista greggii
- Chamaecrista gumminans
- Chamaecrista gymnothyrsa
- Chamaecrista harmsiana
- Chamaecrista hassleri
- Chamaecrista hatschbachii
- Chamaecrista hedysaroides
- Chamaecrista hildebrandtii
- Chamaecrista hispidula
- Chamaecrista huillensis
- Chamaecrista huntii
- Chamaecrista hymenaeifolia
- Chamaecrista imbricans
- Chamaecrista incana
- Chamaecrista incurvata
- Chamaecrista isidorea
- Chamaecrista itabiritoana
- Chamaecrista itambana
- Chamaecrista ixodes
- Chamaecrista jacobinea
- Chamaecrista jaegeri
- Chamaecrista juruenensis
- Chamaecrista kalulensis
- Chamaecrista katangensis
- Chamaecrista kirkbridei
- Chamaecrista kirkii
- Chamaecrista kleinii
- Chamaecrista kolabensis
- Chamaecrista kunthiana
- Chamaecrista labouriaeae
- Chamaecrista lagotois
- Chamaecrista lamprosperma
- Chamaecrista lateriticola
- Chamaecrista lavaradiiflora
- Chamaecrista lavradioides
- Chamaecrista lentiscifolia
- Chamaecrista leschenaultiana
- Chamaecrista leucopilis
- Chamaecrista linearifolia
- Chamaecrista lineata
- Chamaecrista lomatopoda
- Chamaecrista longicuspis
- Chamaecrista lundii
- Chamaecrista macedoi
- Chamaecrista machaeriifolia
- Chamaecrista meelii
- Chamaecrista microsenna
- Chamaecrista mimosoides
- Chamaecrista mindanaensis
- Chamaecrista mollicaulis
- Chamaecrista monticola
- Chamaecrista mucronata
- Chamaecrista multinervia
- Chamaecrista multipennis
- Chamaecrista multiseta
- Chamaecrista myrophenges
- Chamaecrista nanodes
- Chamaecrista neesiana
- Chamaecrista negrensis
- Chamaecrista newtonii
- Chamaecrista nictitans
- Chamaecrista nigricans
- Chamaecrista nilgirica
- Chamaecrista nomame
- Chamaecrista nuda
- Chamaecrista nummulariifolia
- Chamaecrista obcordata
- Chamaecrista obtecta
- Chamaecrista ochnacea
- Chamaecrista ochrosperma
- Chamaecrista olesiphylla
- Chamaecrista oligosperma
- Chamaecrista onusta
- Chamaecrista orbiculata
- Chamaecrista orenocensis
- Chamaecrista pachyclada
- Chamaecrista paniculata
- Chamaecrista papillata
- Chamaecrista paralias
- Chamaecrista paraunana
- Chamaecrista parva
- Chamaecrista parvistipula
- Chamaecrista pascuorum
- Chamaecrista pedemontana
- Chamaecrista pedicellaris
- Chamaecrista philippi
- Chamaecrista phyllostachya
- Chamaecrista pilicarpa
- Chamaecrista pilosa
- Chamaecrista planaltoana
- Chamaecrista planifolia
- Chamaecrista plumosa
- Chamaecrista pohliana
- Chamaecrista polita
- Chamaecrista polymorpha
- Chamaecrista polystachya
- Chamaecrista polytricha
- Chamaecrista portoricensis
- Chamaecrista potentilla
- Chamaecrista pratensis
- Chamaecrista psoraleopsis
- Chamaecrista puccioniana
- Chamaecrista pumila
- Chamaecrista punctata
- Chamaecrista punctulata
- Chamaecrista punctulifera
- Chamaecrista pygmaea
- Chamaecrista ramosa
- Chamaecrista reducta
- Chamaecrista repens
- Chamaecrista rigidifolia
- Chamaecrista robynsiana
- Chamaecrista roncadorensis
- Chamaecrista roraimae
- Chamaecrista rotundata
- Chamaecrista rotundifolia
- Chamaecrista rufa
- Chamaecrista rugosula
- Chamaecrista rupestrium
- Chamaecrista salvatoris
- Chamaecrista scabra
- Chamaecrista schmitzii
- Chamaecrista scleroxylon
- Chamaecrista secunda
- Chamaecrista semaphora
- Chamaecrista serpens
- Chamaecrista seticrenata
- Chamaecrista setosa
- Chamaecrista simplifacta
- Chamaecrista sincorana
- Chamaecrista sophoroides
- Chamaecrista souzana
- Chamaecrista spinulosa
- Chamaecrista stillifera
- Chamaecrista stricta
- Chamaecrista strictifolia
- Chamaecrista strictula
- Chamaecrista subdecrescens
- Chamaecrista subpeltata
- Chamaecrista supplex
- Chamaecrista swainsonii
- Chamaecrista telfairiana
- Chamaecrista tenuisepala
- Chamaecrista tephrosiifolia
- Chamaecrista trachycarpa
- Chamaecrista tragacanthoides
- Chamaecrista trichopoda
- Chamaecrista ulmea
- Chamaecrista urophyllidia
- Chamaecrista ursina
- Chamaecrista usambarensis
- Chamaecrista wallichiana
- Chamaecrista vauthieri
- Chamaecrista venatoria
- Chamaecrista venturiana
- Chamaecrista venulosa
- Chamaecrista vestita
- Chamaecrista virginis
- Chamaecrista viscosa
- Chamaecrista wittei
- Chamaecrista xanthadena
- Chamaecrista xinguensis
- Chamaecrista zambesica
- Chamaecrista zygophylloides